# Laasan
Laasan is een klein dorp in de Duitse gemeente Jena, deelstaat Thüringen, en telde 55 inwoners (2006).
Het vormt samen met het veel grotere, anderhalve kilometer meer westelijk gelegen buurdorp Kunitz sedert 1994 het stadsdeel Kunitz/Laasan van de stad Jena.

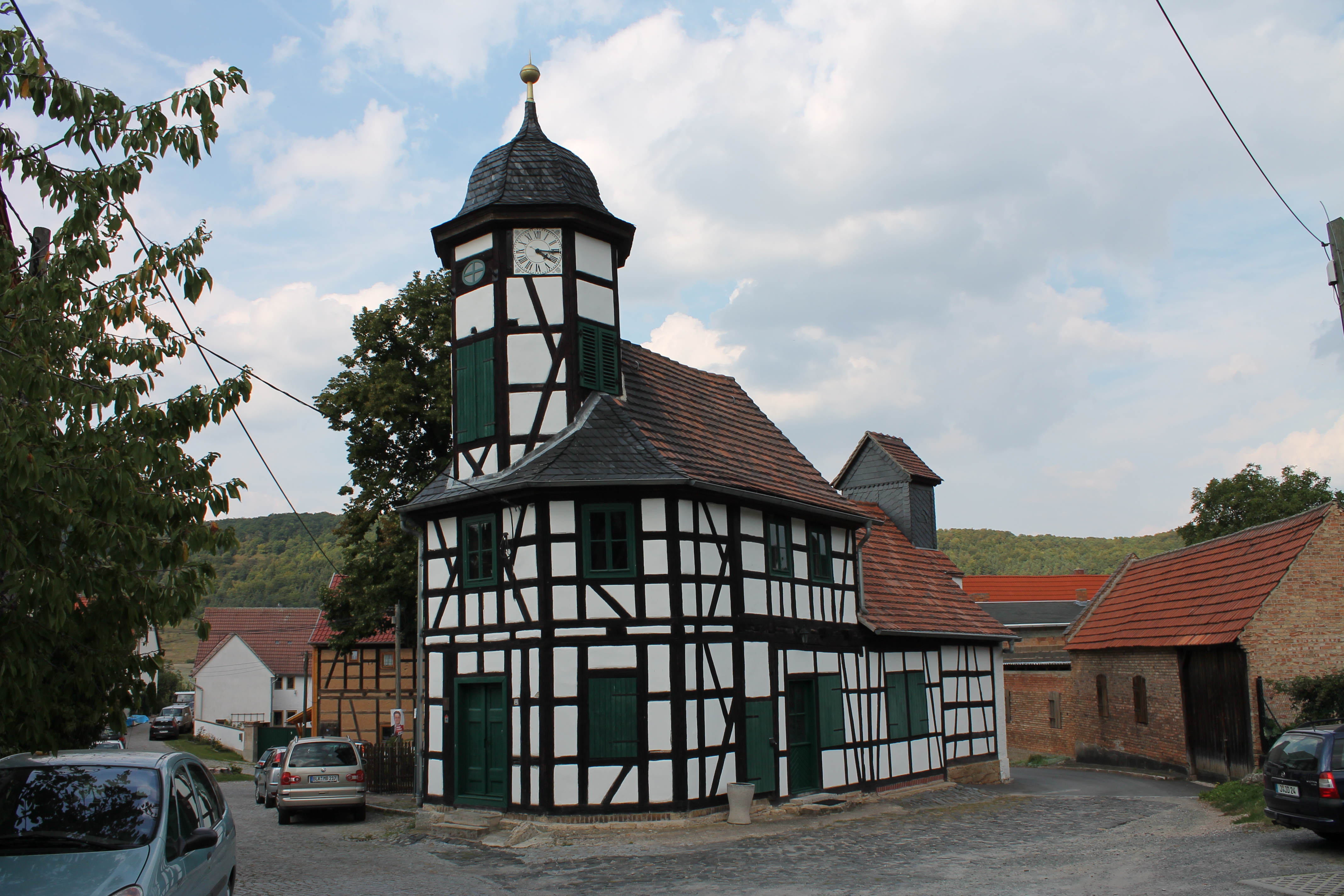
Raad- en brouwhuis

In het dorpje staat een in fasen tussen 1615 en 1802 tot stand gekomen vakwerkgebouw, dat de gecombineerde functie van raadhuis en brouwerij had.